# Winx Club: Mission Enchantix
Winx Club: Mission Enchantix – komputerowa gra akcji wydana przez firmę Konami na konsole Nintendo DS, a wyprodukowana przez studio Powerhead Games. Została wydana w Europie 7 marca 2008 roku, a w Ameryce Północnej 14 października 2008 roku.

## Opis gry
Winx Club: Mission Enchantix jest sequelem gry Winx Club: The Quest for the Codex skupiającej się na serialu animowanym Klub Winx. Fabuła bezpośrednio kontynuuje wydarzenia z poprzedniej części. Szóstka czarodziejek z tytułowego Klubu Winx ma za zadanie pokonać czarnoksiężnika Valtora i zdobyć nową moc - Enchantix. Rozgrywkę ubarwiają mini-gry, różne dla każdej czarodziejki, możliwość odblokowywania i własnego projektowania nowych strojów.

## Odbiór gry
Gra spotkała się z przeciętnym przyjęciem przez krytyków. Lucas M. Thomas, recenzent IGN, pochwalił duży wybór minigier oraz możliwość zmiany strojów, ale skrytykował oprawę graficzną oraz rozgrywkę, uznając ją za zatłoczoną i niewykończoną. Wytknął również zbyt małą liczbę poprawek w stosunku do poprzedniej wersji.